# Калафкен
Калафкен (исп. Lago Calafquén) — озеро, расположенное на высоте 207 м над уровнем моря в 30 км к югу от Вильяррики (провинция Каутин, IX область Араукания) и в 17 км к северо-востоку от Пангипульи (провинция Вальдивия, XIV область Лос-Риос) на юге Чили. Площадь — 120,6 км², максимальная протяжённость в длину — 25 км, в ширину — 7,7 км. Глубина — 212 м.
Является частью водной системы «Семь озёр».